# Mobil marknadsföring
Mobil marknadsföring (mobile marketing), kundkommunikation som använder mobiltelefoni som kanal, dels för en permanent mobil närvaro i form av en mobil webbplats eller app, dels för mobil dialog med kundklubbsmedlemmar, dels som responskanal för t.ex. TV-reklam eller tidningsreklam. Vanliga tekniker inom mobil marknadsföring är sms, mms, mobila webbplatser, appar, eller mobila spel. 
För att driva trafik till mobila kampanjer, en mobil hemsida eller appar är mobil annonsering en stark kanal. Mobil reklam växer snabbt och har en enorm potential för att öka trafik till  hemsdian, vilket i sin tur kan vara lönsamt för verksamheten.  Mobil annonsering är annonser placerade på mediaytor i mobiltelefonen (t.ex. banners på mobilportaler, plats i sms-utskick, eller banners inne i appar). 
Mobile Marketing Association (MMA) är den globala intresseorganisationen för mobil marknadsföring och annonsering, med representanter från telekombolag, reklambyråer, och annonsörer. I september 2010 lanserades en lokal avdelning för Norden, MMA Nordics.
Morgan forum är en branschorganisation för företag verksamma inom den svenska marknaden för mobila innehållstjänster, inklusive mobil marknadsföring.
Andreas Kaplan har utformat en modell för mobil marknadsföring som han kallar ”Mobile social media advice”. Denna modell innefattar de fyra I:na för mobil social media: integrera, individualisera, involvera och initiera. Integrera innebär att det marknadsförande företagets aktiviteter skall integreras i kundens liv, utan att störa och irritera. Individualisera aktiviteterna utifrån kundens intressen. Involvera kunden genom engagerande konversationer. Initiera utformandet av användarutformat innehåll, det vill säga att kunderna kan kommunicera med varandra och sprida goda rykten.
Mobil Marknadsföring omsatte drygt 100 miljoner kronor i Sverige under 2009 enligt IRM, och var ett av få medieslag som hade tillväxt under 2009.